# Little Theatre (Leicester)
Little Theatre – teatr założony w 1932 r. przy Dover Street w mieście Leicester w Anglii. Część teatru została przebudowana po pożarze w 1955 r.
W 2012 roku teatr zdobył nagrodę komedii Best Venue.
Teatr posiada 349 miejsc dla widzów.